# X Korpus SS
X Korpus SS (niem. Generalkommando X. SS-Armeekorps or Gruppe Krappe)  – niemiecka jednostka wojskowa z okresu II wojny światowej. 
Korpus został utworzony pod koniec 1944 roku lub w styczniu 1945 roku w oparciu o jednostki Policyjnego Sztabu Przeciwpartyzanckiego (Stab der Bandenkampfverbände der Polizei). Już w marcu 1945 roku został rozbity w trakcie walk na Pomorzu z 1 Armią Wojska Polskiego i Armią Czerwoną. W lutym 1945 roku wchodził w skład 11 Armii, a w marcu 1945 roku w skład 3 Armii Pancernej.
Dowodzący X Korpusem SS gen. Günther von Krappe w miejscowości Olchowo 5 marca 1945 roku został wzięty do niewoli przez żołnierzy z 10 Pułk Piechoty 1 Armii Wojska Polskiego. Jeden z oddziałów X Korpusu SS uczestniczył w walkach w Twierdzy Świnoujście, którą zdobyli 5 maja 1945 żołnierze z 2 Armii Uderzeniowej gen. Iwana Fiediuninskiego i 19 Armii gen. Władimira Romanowskiego.

## Dowódcy korpusu
- SS-Obergruppenführer Erich von dem Bach-Zelewski 26 stycznia 1945
- gen. por. Günther von Krappe 10 lutego 1945
- SS-Standartenführer Herbert Golz 7 marca 1945

## Struktura organizacyjna
- 5 Dywizja Strzelców
- 8 Dywizja Strzelców
- 163 Dywizja Piechoty
- 314 Dywizja Piechoty